# 田中群

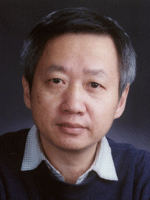
田中群教授

田中群（1955年—），在福建省廈門市出生，籍貫是福建省福州市，中国物理化学家，厦门大学教授。

## 生平
1982年毕业于厦门大学化学系，1983年考取国家教委公派留学生，前往英国南安普敦大学化学系直接攻读博士学位。1987年初获得博士学位后即回校从事博士后，同时参与固体表面物理化学国家重点实验室的建设。1991年底被破格提升为教授。1996年获国家自然科学基金委杰出青年基金，2001年被聘为教育部“长江学者奖励计划”特聘教授。2005年当选为中国科学院院士。2003-2011年担任固体表面科学国家重点实验室主任，现任能源材料化学协同创新中心主任，英国皇家化学会高级会员。

## 家庭
父亲田昭武为中国物理化学家，中国科学院院士。

## 学术
田中群主要从事表面（等离激元）增强拉曼光谱、谱学电化学、纳米化学等方面的研究。迄今已在包括Nature等国际学术刊物上发表SCI论文300余篇。主持了国家自然科学基金委首批创新群体项目“固体表面纳米结构和相关纳米材料的物理化学”和重点项目“纳米电化学体系的构筑与应用研究”、科技部国家重大科学仪器设备开发专项“等离激元增强拉曼光谱仪器研发与应用”和创新方法工作项目“壳层隔绝纳米粒子增强拉曼光谱方法研究”等项目的研究。

## 奖项和荣誉
- 1999年获香港求是科技基金杰出青年学者奖。
- 2005年当选中国科学院院士和英国皇家化学会会士（FRSC）。
- 2010年当选国际电化学会会士（FISE）。
- 2011年被科技部授予“十一五”国家科技计划执行突出贡献奖。
- 2012年获英国皇家化学会（电化学）法拉第奖章。
- 2013年被南安普敦大学授予荣誉科学博士，并获国际电化学会的Jacques Tacussel奖。

## 社会兼职
曾任国际纯粹与应用化学联合会（IUPAC）物理化学和生物物理化学委员会衔称委员、国际电化学会（ISE）的理事会成员和科学会议委员会（SMC）主席、国际拉曼光谱大会（ICORS）执行委员会委员、中国化学会电化学委员会主任、中国物理学会光散射委员会主任。
现任IUPAC物理化学和生物物理化学委员会顾问委员会委员、中国科学院化学部常委、中国化学会常务理事。目前担任Chem. Soc. Rev.，J. Raman Spectroscopy, 《中国科学-化学》的副主编及J. Am. Chem. Soc., Chem. Sci., ChemComm., Annu. Rev. Anal. Chem., Anal. Chem., PCCP等十个国际刊物（顾问）编委。